# Paul Hector Scotti
 Paul Hector Scotti  (mort en 1596) ecclésiastique italien qui fut abbé commendataire de Abbaye Saint-Sauveur de Redon

## Biographie
Paul Hector Scotti est le neveu des cardinaux Giovanni Salviati et Bernardo Salviati; Le second  le 25 septembre 1567 lui cède la commende de l'abbaye Saint-Sauveur de Redon bien qu'il n'ait reçu que les ordres mineurs et soit peu lettré. Le nouvel abbé vient résider en Bretagne au manoir épiscopal de Brain près de Redon. Il entre néanmoins en conflit avec ses religieux qui doivent avoir recours à un arrêt du Parlement le 24 octobre 1573 afin de le contraindre à assumer ses charges financières à leur égard. En 1575 il prête serment au roi de France et le 8 juin 1580 Paul Scotti rend au roi un aveu pour son abbaye. ce document qui a été conservé un  témoignage précieux des possessions et de l'organisation de l'abbaye ainsi que de ses relations avec les habitants de Redon
En 1591 l'abbé Scotti embrasse le parti de la Sainte Ligue et du duc Charles de Mayenne et en représailles le roi saisit son temporel. Paul Hector Scoti meurt en 1596 et il est inhumé dans la chapelle Saint-Roch de son église abbatiale